# Markéta Stehlíková
Markéta Stehlíková (* 28. června 1984 Ostrava) je česká filmová a divadelní herečka. 
Po studiích herectví na Janáčkově konzervatoři v Ostravě absolvovala v 2008 činoherní herectví na pražské DAMU.
Známá je především ze seriálu Ulice, kde hraje roli Karly Marečkové. Další známé role jsou z filmů Krásno, 3 sezóny v pekle a Muži v říji. Objevila se také v některých klipech své kamarádky Barbory Polákové.